# La mia città
«La mia città» (en español: «Mi ciudad») es el primer sencillo de Emma Marrone de su álbum Schiena. Fue elegido para representar a Italia el Festival de Eurovisión 2014.
La canción obtuvo sólo 33 votos en la votación final, posicionándose en el puesto 21. Esto representó el peor puesto en las 40 ediciones en la que Italia ha participado en el Festival de Eurovisión.
Al día siguiente del festival la pista entró en la tabla de posiciones de la competencia de iTunes en varios países europeos, entre ellos Armenia, Malta, Austria, Suecia, Alemania, Italia, entre otros.